# Eyja- og Miklaholtshreppur
Eyja- og Miklaholtshreppur est une municipalité située sur la péninsule de Snæfellsnes, sur le côte ouest de l'Islande.